# Бруквуд
Бруквуд (англ. Brookwood) — місто (англ. town) в США, в окрузі Таскалуса штату Алабама. Населення — 2504 особи (2020).

## Географія
Бруквуд розташований в покритих деревами передгір'ях хребта Аппалачі між столицею штату Бірмінгемом і окружним центром Таскалусою за координатами 33°14′22″ пн. ш. 87°19′43″ зх. д. / 33.23944° пн. ш. 87.32861° зх. д. (33.239340, -87.328588).  Сільська місцевість змінюється від плоскої до м'яко горбистої місцевості і знаходиться поруч з річкою Блек-Ворріор, яка завершує свій шлях у Мексиканській затоці. За даними Бюро перепису населення США в 2010 році місто мало площу 21,90 км², з яких 21,66 км² — суходіл та 0,24 км² — водойми.

### Клімат
| Клімат : Бруквуд      | Клімат : Бруквуд | Клімат : Бруквуд | Клімат : Бруквуд | Клімат : Бруквуд | Клімат : Бруквуд | Клімат : Бруквуд | Клімат : Бруквуд | Клімат : Бруквуд | Клімат : Бруквуд | Клімат : Бруквуд | Клімат : Бруквуд | Клімат : Бруквуд | Клімат : Бруквуд |
| Показник              | Січ.             | Лют.             | Бер.             | Квіт.            | Трав.            | Черв.            | Лип.             | Серп.            | Вер.             | Жовт.            | Лист.            | Груд.            | Рік              |
| Середній максимум, °C | 11,1             | 13,9             | 18,9             | 23,9             | 27,8             | 31,7             | 32,8             | 32,8             | 30,0             | 24,4             | 18,9             | 13,3             | 23,3             |
| Середній мінімум, °C  | −1,1             | 0,6              | 4,4              | 8,9              | 13,3             | 17,8             | 20,0             | 19,4             | 16,7             | 9,4              | 5,0              | 1,1              | 9,4              |
| Норма опадів, мм      | 145              | 132              | 152              | 119              | 112              | 119              | 140              | 99               | 102              | 81               | 119              | 124              | 1443             |
| --------------------- | ---------------- | ---------------- | ---------------- | ---------------- | ---------------- | ---------------- | ---------------- | ---------------- | ---------------- | ---------------- | ---------------- | ---------------- | ---------------- |
| Джерело: Weatherbase  |                  |                  |                  |                  |                  |                  |                  |                  |                  |                  |                  |                  |                  |

## Демографія
Згідно з переписом 2010 року, у місті мешкало 1828 осіб у 659 домогосподарствах у складі 516 родин. Густота населення становила 83 особи/км².  Було 703 помешкання (32/км²).
Расовий склад населення:
| - 92,2 % — білих - 5,3 % — чорних або афроамериканців - 0,7 % — корінних американців - 0,1 % — азіатів |

До двох чи більше рас належало 1,4 %. Частка іспаномовних становила 2,0 % від усіх жителів.
За віковим діапазоном населення розподілялося таким чином: 27,3 % — особи молодші 18 років, 65,6 % — особи у віці 18—64 років, 7,1 % — особи у віці 65 років та старші. Медіана віку мешканця становила 32,0 року. На 100 осіб жіночої статі у місті припадало 93,2 чоловіків;  на 100 жінок у віці від 18 років та старших — 92,3 чоловіків також старших 18 років.
Середній дохід на одне домашнє господарство  становив 61 726 доларів США (медіана — 51 515), а середній дохід на одну сім'ю — 65 177 доларів (медіана — 52 424). Медіана доходів становила 52 596 доларів для чоловіків та 35 000 доларів для жінок. За межею бідності перебувало 10,8 % осіб, у тому числі 19,9 % дітей у віці до 18 років та 5,1 % осіб у віці 65 років та старших.
Цивільне працевлаштоване населення становило 833 особи. Основні галузі зайнятості: освіта, охорона здоров'я та соціальна допомога — 21,8 %, виробництво — 18,2 %, сільське господарство, лісництво, риболовля — 11,6 %, роздрібна торгівля — 8,6 %.